# 天主教達薩祖梅教區
天主教達薩祖梅教區 （拉丁語：Dioecesis Dassanus-Zumensis）是貝寧一個羅馬天主教教區，屬科托努總教區。
教區成立於1995年6月10日，位於丘陵省，2010年有教友335,685人（佔轄區總人口57.3%）、廿二個堂區、四十三名司鐸。現任教區主教為弗朗索瓦‧農霍索。